# ناو کلاس مان‌موس
کروزر کلاس مان‌موس (به انگلیسی: Monmouth-class cruiser) یک کلاس از کشتی است که طول آن ۴۶۳ فوت ۶ اینچ (۱۴۱٫۳ متر) می‌باشد.